# Konsztandínosz Joszifídisz
Konsztandínosz Joszifídisz (görögül: Κωνσταντίνος Iωσηφίδης; Szaloniki, 1952. január 14. –) görög válogatott labdarúgó.

## Pályafutása

### Klubcsapatban
Egész pályafutását a PAÓK csapatában töltötte. 1971 és 1985 között 397 mérkőzésen lépett pályára és 16 gólt szerzett. A görög bajnokságot 1976-ban és 1985-ben, a görög kupát 1972-ben és 1974-ben nyerte meg csapatával.

### A válogatottban
1974 és 1982 között 51 alkalommal szerepelt a görög válogatottban és 2 gólt szerzett. Részt vett az 1980-as Európa-bajnokságon.

## Sikerei
PAÓK
- Görög bajnok (2): 1975–76, 1984–85
- Görög kupa (2): 1971–72, 1973–74

## Lásd még
- Egycsapatos labdarúgók listája

## Külső hivatkozások
- Konsztandínosz Joszifídisz adatlapja a National-Football-Teams.com oldalon (angolul)

- Konsztandínosz Joszifídisz. eu-football.info